# Full domain hash
В криптографии Full Domaine Hash (FDH или полный хеш домена) является схемой подписи на основе RSA, которая следует парадигме хеширования и подписи. Он доказуемо защищён (то есть  не поддавался влиянию адаптивных атак с использованием выбранных сообщений) в модели случайного оракула. FDH включает в себя хеширование сообщения с использованием функции, размер изображения которой равен размеру модуля RSA, а затем возведение результата в степень секретной экспоненты RSA.

## Введение
С момента открытия Уитфилдом Диффи (англ. Whitfield Diffie) и Мартином Хеллманом (англ. Martin Hellman) криптографии с открытым ключом одной из наиболее важных тем исследования является разработка практичных и  доказуемо (в практическом понимание) безопасных криптосистем. Доказательством практичной безопасности обычно является вычислительная сложность от решения хорошо известной задачи до взлома криптосистемы. Хорошо известные задачи включают в себя факторизацию больших целых чисел, вычисление дискретного логарифма по модулю простого числа p или извлечение корня по модулю составного целого числа, на которой основана криптосистема RSA.
Очень распространённая практика для подписи с RSA — сначала хешировать сообщение, добавить к сообщению соль , а затем возвести в степень открытого ключа. Эта парадигма «хеширования и расшифровки»(hash and decrypt) является основой многочисленных стандартов, таких как PKCS # 1 v2.0. Схема состоит в том, чтобы взять хеш-функцию, выходной размер которой точно равен размеру модуля: это полнодоменная схема хеширования (FDH), введённая Белларом и Рогэвеем в статье "Random oracles are practical: a paradigm for designing efficient protocols". Схема FDH доказуемо безопасна в модели случайного оракула, предполагая, что инвертировать RSA, то есть извлечь корень по модулю составного целого числа, сложно. Методология случайного оракула была введена Белларом и Рогэвеем в "Random oracles are practical: a paradigm for designing efficient protocols", где они показывают, как разрабатывать надёжно защищённые схемы подписи из любой функции с потайным входом. В модели случайного оракула хеш-функция рассматривается как оракул, который выдаёт случайное значение для каждого нового запроса . В оригинальной статье случайный оракул преобразует последовательность из 0 и 1 фиксированной длины в последовательность бесконечной длины и случайным образом выбирает из последовательности подпоследовательность необходимой длины{\displaystyle {\{0,1\}}^{*}\longrightarrow {\{0,1\}}^{\infty }}. Основополагающая работа Беллара и Рогэвея подчёркивает, что для практического применения доказуемой безопасности важно учитывать «жёсткое» снижение безопасности. Снижение безопасности является «жёстким», когда любые действия криптоаналитика   для взлома схемы подписи приводит к решению хорошо установленной задачи с достаточной вероятностью, в идеале с вероятностью, равной 1. В этом случае схема подписи почти так же безопасна, как и устоявшаяся задача. Напротив, если сокращение является «слабым», то есть вышеупомянутая вероятность слишком мала, гарантия на схему подписи может быть довольно слабой.

## Определение
Схема подписи полного доменного хеша (Gen, Sign, Verify) определяется следующим образом. Алгоритм генерации ключей запускает RSA  для получения {\displaystyle (N,e,d)}. Он выводит {\displaystyle (pk,sk)}, где {\displaystyle pk=(N,e)} и {\displaystyle sk=(N,d)}. Алгоритм подписи и проверки имеет доступ к оракулу c хеш-функцией {\displaystyle H_{FDH}:{\{0,1\}}\to {\mathbb {Z} _{N}}}
Подпись и проверка выполняются следующим образом:
{\textstyle {\begin{aligned}SignFDH_{N,d}(M)\\y\leftarrow H_{FDH}(M)\\return:y^{d}modN\\\\VerifyFDH_{N,e}(M,x)\\y\leftarrow x^{e}modN;\\y'\leftarrow H_{FDH}(M)\\if(y=y')then\\return:1\\else\\return:0\end{aligned}}}

## Анализ безопасности схемы FDH

### Подход Беллара и Рогвея
Теорема 1
Предположим, что RSA {\displaystyle (t',\varepsilon ')}-безопасен (на взлом с вероятностью ɛ′ потребуется t′ времени ) Тогда схема FDH-подписи является {\displaystyle (t,\varepsilon )} -безопасным, где 
{\displaystyle {\begin{aligned}t&=t'-(q_{\text{hash}}+q_{\text{sig}}+1)\\\varepsilon &=(q_{\text{hash}}+q_{\text{sig}})*\varepsilon '\end{aligned}}}.
Недостатком данного результата является то, что {\displaystyle \varepsilon '} может быть намного меньше {\displaystyle \varepsilon }. Например, если мы предположим, что криптоаналитик может запрашивать  {\displaystyle q_{\text{sig}}=2^{30}}количество подписей и вычислять хеши на {\displaystyle q_{\text{hash}}=2^{60}}сообщениях , даже если вероятность инверсии RSA составляет всего {\displaystyle 2^{-61}}, то все, что мы получаем, это что вероятность составляет почти {\displaystyle 1/2}, что не является удовлетворительным. Чтобы получить приемлемый уровень безопасности, мы должны использовать больший размер модуля, который будет положительно влиять на эффективность схемы.
Чтобы получить наиболее подходящую границу безопасности, Беллар и Рогавей разработали новую схему — схему вероятностной подписи {\displaystyle (PSS)}, которая обеспечивает строгое снижение безопасности: вероятность подделки подписи практически также мала как и при инвертировании {\displaystyle RSA(\varepsilon =\varepsilon ')}. Вместо этого, существует альтернативный подход, который может быть применён по отношению к FDH схеме для получения лучшей границы.

### Альтернативный подход
Иное сокращение, которое даёт лучшую оценку безопасности для FDH, основано на доказательстве теоремы 
Теорема 2
Пусть RSA {\displaystyle (t',\epsilon ')} — безопасен. Тогда схема FDH подписи  является {\displaystyle (t,\epsilon )} -безопасной, где
{\displaystyle {\begin{aligned}t&=t'-(q_{\text{hash}}+q_{\text{sig}}+1)\\\epsilon &={\frac {1}{\left(1-{\frac {1}{q_{\text{sig}}}}\right)^{q_{\text{sig}}+1}}}\cdot q_{\text{sig}}\cdot \epsilon '\end{aligned}}}.
Для больших {\displaystyle q_{\text{sig}}},
{\displaystyle \epsilon \sim \exp(1)\cdot q_{\text{sig}}\cdot \epsilon '}.

#### Определение 1
Инвертором {\displaystyle I} {\displaystyle (t,\epsilon )}  - будем называть алгоритм взламывающий RSA , вероятность успеха которого по истечении не более t  времени обработки  составляет не менее ɛ .

#### Определение 2
Фальсификатором {\displaystyle F} {\displaystyle (t,q_{\text{sig}},q_{\text{hash}},\epsilon )} - будем называть алгоритм нарушающий схему подписи (Gen, Sign, Verify), если после не более чем {\displaystyle q_{\text{hash}}}запросов к  хеш-оракулу, {\displaystyle q_{\text{sig}}}  подписанных запросов и {\displaystyle t}  времени обработки, выводит  подделку подписи с вероятностью не менее ɛ .

Доказательство
Пусть {\displaystyle F} — фальсификатор {\displaystyle (t,q_{\text{sig}},q_{\text{hash}},\epsilon )} , который взламывает FDH. Мы предполагаем, что {\displaystyle F} никогда не повторяет один и тот же запрос  хеш-оракулу или запрос  на подпись. Строим инвертор {\displaystyle I} {\displaystyle (t',\epsilon ')}, который взламывает RSA.
Инвертор {\displaystyle I} получает в качестве входных данных {\displaystyle (N,e,y)}, где {\displaystyle (N,e)} — открытый ключ, а {\displaystyle y} выбирается случайным образом в {\displaystyle \mathbb {Z} _{N}}(подмножества всех хешированных сообщений) . Инвертор {\displaystyle I} пытается найти {\displaystyle x=f^{-1}(y)}, где {\displaystyle f} — функция RSA, определённая из {\displaystyle N,e}. Инвертор {\displaystyle I} запускает {\displaystyle F} для этого открытого ключа. Фальсификатор {\displaystyle F} делает запросы к хеш-оракулу и запросы на подпись. {\displaystyle I} получая ответ от хеш-оракула  самостоятельно подписывает их. 
Для простоты мы предполагаем, что когда {\displaystyle F}делает запрос на  подпись сообщения {\displaystyle M}, он уже сделал соответствующий запрос хеш-оракулу для {\displaystyle M}. Если нет - продолжаем и самостоятельно создаём запрос хеш- оракулу для сообщения {\displaystyle M}.В инверторе  {\displaystyle I}используется счётчик {\displaystyle i}, изначально установленный на ноль.
Когда {\displaystyle F} делает запрос хеш-оракулу для сообщения {\displaystyle M}, инвертор {\displaystyle I} увеличивает {\displaystyle i}, устанавливает соответствие хешированного сообщения и изначального сообщения {\displaystyle M_{i}=M}, а также выбирает случайное число {\displaystyle r_{i}} в {\displaystyle \mathbb {Z} _{N}}. {\displaystyle I}затем возвращает {\displaystyle h_{i}=r_{i}^{e}modN} с вероятностью {\displaystyle p} и {\displaystyle h_{i}=y*r_{i}^{e}modN} с вероятностью {\displaystyle 1-p}. Здесь {\displaystyle p} — фиксированная вероятность, которая будет определена позже.
Когда {\displaystyle F} делает запрос на подпись для {\displaystyle M}, он уже запросил хеш {\displaystyle M}, так что {\displaystyle M=M_{i}}для некоторых {\displaystyle i}.Если {\displaystyle h_{i}={r_{i}}^{e}modN}, тогда {\displaystyle I}возвращает {\displaystyle r_{i}} в качестве подписи. В противном случае, процесс останавливается и происходит сбой инвертора.
В конце концов, {\displaystyle F}  заканчивает работу и выводит подделку {\displaystyle (M,x)}. Мы предполагаем, что {\displaystyle F} запрашивал хеш {\displaystyle M} ранее. Если нет, {\displaystyle I}самостоятельно делает запрос хеш-оракулу, так что в любом случае {\displaystyle M=M_{i}} для некоторого {\displaystyle i}. Тогда, если {\displaystyle h_{i}=y*{r_{i}}^{e}modN}, мы получаем,{\displaystyle x={h_{i}}^{d}=y^{d}*r_{i}modN} и {\displaystyle I}  выводит {\displaystyle y^{d}={\frac {x}{r_{i}}}modN} в качестве обратной величины для {\displaystyle y}. В противном случае процесс останавливается и происходит сбой инвертора.
Вероятность того, что мы ответим на все запросы сигнатур, составляет не менее {\displaystyle p^{q_{\text{sig}}}}. Затем {\displaystyle I} выводит обратное {\displaystyle y} для {\displaystyle f} с вероятностью {\displaystyle 1-p}. Таким образом, с вероятностью, по крайней мере, {\displaystyle \alpha (p)=p^{q_{\text{sig}}}*(1-p)}, {\displaystyle I} выводит обратное {\displaystyle y} для {\displaystyle f}. Функция {\displaystyle \alpha (p)} максимальна для {\displaystyle p_{\text{max}}=1-1/(q_{\text{sig}}+1)} и
{\displaystyle \alpha (p_{\text{max}})={\frac {1}{q_{\text{sig}}}}(1-{\frac {1}{1+q_{\text{sig}}}})^{1+q_{\text{sig}}}}
Следовательно, мы получаем:
{\displaystyle {\begin{aligned}\epsilon (k)&={\frac {1}{\left(1-{\frac {1}{q_{\text{sig}}+1}}\right)^{q_{\text{sig}}+1}}}\cdot q_{\text{sig}}\cdot \epsilon '\end{aligned}}}.
Для больших {\displaystyle q_{\text{sig}}},
{\displaystyle \epsilon \sim \exp(1)\cdot q_{\text{sig}}\cdot \epsilon '}.
Время работы {\displaystyle I} — это время работы {\displaystyle F}, добавленное ко времени, необходимому для вычисления значений {\displaystyle h_{i}}. По сути, это одно вычисление RSA, которое является кубическим временем (или лучше). Это даёт формулу для {\displaystyle t}.

## Итоговое сокращение
Качество нового сокращения не зависит от количества хеш-вызовов, выполненных фальсификатором, и зависит только от количества запросов на подписи. Это имеет практическое значение, поскольку в реальных приложениях число вызовов хеш-функции ограничено только вычислительной мощностью фальсификатора, тогда как количество запросов на подпись может быть ограничено: подписывающее лицо может отказаться подписывать более {\displaystyle 2^{20}}  или {\displaystyle 2^{30}} сообщений. Тем не менее, сокращение по-прежнему не является жестким и остаётся значительный разрыв между точной безопасностью FDH и точной безопасностью PSS.
Во многих доказательствах безопасности в модели случайного оракула инвертор должен «угадать», какой хеш-запрос будет использоваться противником для подделки, что приводит к коэффициенту {\displaystyle q_{\text{hash}}} в вероятности успеха. Доказано, что лучшим методом является включение запроса  {\displaystyle y} в ответ на многие хеш-запросы, чтобы подделка с большей вероятностью была полезна для инвертора. Это наблюдение также применимо к схеме подписи Рабина
, схеме подписи Пейе, а также к схеме подписи Дженнаро-Галеви-Рабина
, для которой коэффициент {\displaystyle q_{\text{hash}}} в доказательстве безопасности случайного оракула также может быть уменьшен до {\displaystyle q_{sig}}.